# Tlumach (huyện)
Huyện Tlumach (tiếng Ukraina: Тлумацький район, chuyển tự: Tlumachs’kyi raion) là một huyện của tỉnh Ivano-Frankivsk thuộc Ukraina. Huyện Tlumach có diện tích 684 kilômét vuông, dân số theo điều tra dân số ngày 5 tháng 12 năm 2001 là 52772 người với mật độ 77 người/km2. Trung tâm huyện nằm ở Tlumach.